# Junges rietvink
De Junges rietvink (Lonchura montana) is een zangvogel uit de familie van de prachtvinken (Estrildidae).

## Verspreiding en leefgebied
Deze soort is endemisch in Nieuw-Guinea.